# Et lysglimt i mørket
|  | Denne artikel er oprettet af botten PalnaBot ud fra en ekstern database. Den kan derfor have sproglige fejl eller mangler. Denne skabelon kan fjernes efter kontrol af indholdet. |

Et lysglimt i mørket er en dokumentarfilm fra 1994 instrueret af Nicolai Gunge efter manuskript af Nicolai Gunge.

## Handling
At rejse er at leve. Toget er tiden, der passerer forbi øjeblikkets stilhed. Vi er alle passagerer, der må leve med at rive billetter af. Kigger ud gennem vinduet, der ikke er blevet pudset. Nutiden, der passerer forbi, bliver til fortid og dermed erfaring. Deri ligger vores kilde. Forudbestemt tilfældighed bestemmer skinnernes vej. I fremtidens gisnen findes stor visdom. Vi er med det gennemgående tog... Moskva 1993. Et dokument.